# Potiaete
Potiaete is een kevergeslacht uit de familie van de boktorren (Cerambycidae). De wetenschappelijke naam van het geslacht werd voor het eerst geldig gepubliceerd in 2000 door Martins & Galileo.

## Soorten
Potiaete is monotypisch en omvat slechts de volgende soort:
- Potiaete maculata Martins & Galileo, 2000